# Independência de Angola
A proclamação de Independência de Angola deu-se no dia 11 de novembro de 1975, quando o então primeiro Presidente de Angola, Agostinho Neto, proclamou a independência de Angola, de jure e de facto de Portugal.

## Antecedentes
A Independência de Angola foi acelerada, em grande parte, em função dos eventos militares e políticos que ocorreram um ano antes em Portugal, aquando da Revolução dos Cravos, em 25 de abril de 1974, que depôs o regime ditatorial do Estado Novo, vigente desde 1933, e que iniciou um processo que viria a terminar com a implantação de um regime democrático constitucional, com abertura política ampla na então metrópole e nas então colónias.
Cerca de 12 horas da tarde de 10 de novembro de 1975, o Alto-Comissário português, Almirante Leonel Cardoso, realizou uma cerimônia solene no salão nobre do Palácio do Governador, onde declarou o fim da administração portuguesa e "entregava a soberania ao Povo Angolano". A passagem da soberania não teve um destinatário, fato que inclusive deu margem para a continuação da Guerra Civil Angolana já em curso. O Alto-Comissário e os membros de seu gabinete retiraram-se do Palácio com destino à Fortaleza de São Miguel de Luanda, onde foi arreada a "última bandeira portuguesa em solo angolano". O Alto-Comissário, seu gabinete e o Comando Militar dirigiram-se para a Base Naval de Luanda, onde embarcaram nos navios "Niassa" e "Uíje", marcando o encerramento definitivo da colonização portuguesa.
Na proclamação de independência o controle de Angola estava dividido pelos três maiores grupos nacionalistas — União Nacional para a Independência Total de Angola (UNITA), Frente Nacional de Libertação de Angola (FNLA) e Movimento Popular de Libertação de Angola (MPLA) —, pelo que a independência foi proclamada unilateralmente, pelos três movimentos.

## Proclamação oficial
O MPLA, que acabara de garantir o controle de Luanda, proclamou a Independência da República Popular de Angola (RPA) às 23h de 11 de novembro de 1975 no Largo da Independência (ou Primeiro de Maio), pela voz de Agostinho Neto dizendo, "diante de África e do mundo proclamo a Independência de Angola”, culminando assim o périplo independentista, iniciado em fevereiro de 1961, com a luta de libertação nacional, estabelecendo o governo em Luanda.
Coube a Lúcio Lara, o presidente do "Conselho Revolucionário do Povo" (actual Assembleia Nacional), investir Neto no cargo de Presidente da República Popular de Angola no dia 12 de novembro de 1975, quando era cerca de meio-dia, numa cerimónia que teve lugar na Câmara Municipal de Luanda (actual Governo da Província de Luanda). Foi investido no dia 12 com efeitos retroativos ao dia 11, dado que já era o líder do processo revolucionário de independência.
O Presidente Neto, relativamente a Portugal, afirmou que a luta do movimento que liderava não era contra os portugueses: "Pelo contrário, a partir de agora, poderemos cimentar ligações fraternas entre os dois povos.".
O Conselho Revolucionário do Povo aprovou, em sessão conjunta com o Comité Central do MPLA, o hino nacional, a bandeira e o emblema, bem como a Constituição Angolana de 1975, esta promulgada por Lara no mesmo ato solene de proclamação da independência. O Conselho Revolucionário do Povo aprovou, em seguida, a Lei da Nacionalidade em 1975.

### Reconhecimento internacional
Mesmo sendo um dos intervenientes na batalha de Quifangondo ao lado da FNLA, com um total de 12 especialistas militares, o Brasil rapidamente abandonou a batalha e o presidente general Ernesto Geisel decidiu reconhecer, ainda em 6 de novembro de 1975, como legítimo representante do povo angolano as tropas das Forças Armadas Populares de Libertação de Angola (FAPLA) que defendiam Luanda comandadas por Agostinho Neto. Foi, portanto, antes da data oficial de independência de Angola. O Brasil, assim, estabeleceu relações diplomáticas com a nova República que se instalara. Fez isso antes mesmo de qualquer país do bloco socialista.
O Presidente da Guiné-Conacri, Ahmed Sékou Touré, foi quem fez a proposição de reconhecimento da RPA na reunião da Organização da Unidade Africana (OUA) de 10 de janeiro de 1976 em Adis Abeba. A 11 de fevereiro de 1976, a OUA, então presidida pelo Presidente do Uganda Idi Amin Dada, reconheceu a RPA como legítimo governo de Angola, aceitando-o como o 47º. membro da organização. Nesse mesmo ano, após um veto por parte dos Estados Unidos, a Assembleia Geral das Nações Unidas admitiu Angola como membro 146º, em 1 de dezembro de 1976.
Mesmo reconhecendo a independência angolana deste 10 de novembro de 1975, o Governo Português somente reconheceu a autoridade do MPLA, sob o comando do Presidente de Angola Agostinho Neto, em 22 de dezembro de 1976. As relações diplomáticas foram estabelecidas em 10 de março de 1977. O MPLA rompeu relações com Portugal em 19 de maio de 1977, mas restabeleceu contato oficial em 3 de setembro de 1977, após uma reunião bilateral entre os ministros dos Negócios Estrangeiros.

## Proclamação paralela
Paralelamente, Holden Roberto, líder da FNLA, proclamava a Independência da República Popular Democrática de Angola (RPDA) à meia-noite do dia 11 de novembro, no Ambriz. Nesse mesmo dia a independência da RPDA foi também proclamada em Huambo por Jonas Savimbi, líder da UNITA.

## Consequências
Logo depois da declaração da independência reiniciou-se a Guerra Civil Angolana (já estava em curso desde fevereiro de 1975) entre os três movimentos, uma vez que a FNLA e, sobretudo, a UNITA não se conformaram nem com a sua derrota militar nem com a sua exclusão do sistema político. Assumindo raramente o carácter de uma guerra "regular", ela se consistiu como uma guerra de guerrilha que, nos anos seguintes, envolveu praticamente o país inteiro. Ela custou milhares de mortos e feridos e destruições de vulto em aldeias, cidades e infraestruturas (estradas, caminhos de ferro, pontes e aeroportos). Uma parte considerável da população rural, especialmente a do Planalto Central e de algumas regiões do leste, fugiu para as cidades ou para outras regiões, inclusive países vizinhos.
No início dos anos 1990, o MPLA decidiu abandonar a doutrina marxista-leninista e mudar o regime para um sistema de democracia multipartidária e uma economia de mercado. UNITA e FNLA aceitaram participar no regime novo e concorreram às primeiras eleições realizadas em Angola, em 1992, das quais o MPLA saiu como vencedor. Não aceitando os resultados destas eleições, a UNITA retomou de imediato a guerra, mas participou ao mesmo tempo no sistema político.
Logo a seguir a morte do seu líder histórico, Jonas Savimbi, a UNITA abandonou as armas, sendo os seus militares desmobilizados ou integrados nas Forças Armadas Angolanas. Tal como a FNLA, passou a concentrar-se na participação, como partido, no parlamento e outras instâncias políticas.

## Rescaldo
Apenas prevaleceu como independência reconhecida internacionalmente a proclamação do MPLA, passando a FNLA e a UNITA a partidos da oposição.